# Via Appia

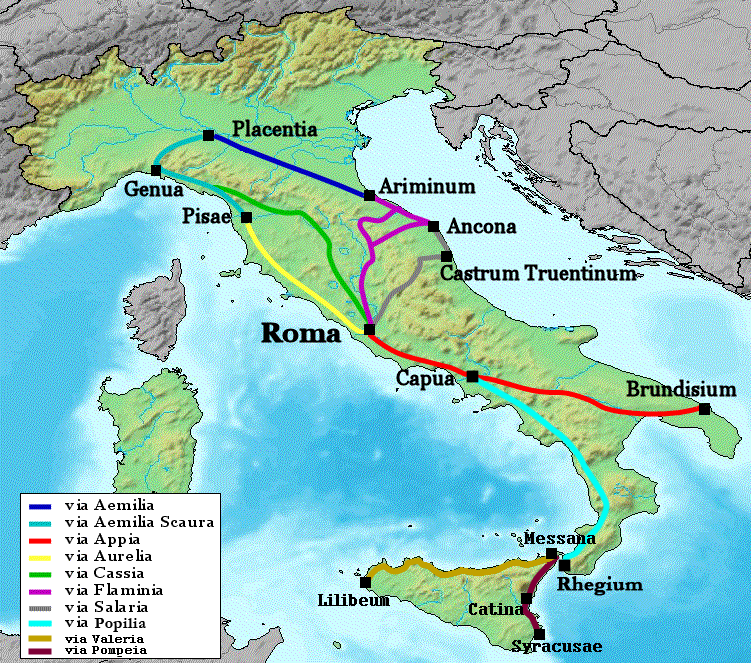
Fontos római utak, a Via Appia pirossal

A Via Appia (latinul via=út) az ókori Római Birodalom talán legfontosabb útja volt. Fontosságát mutatja a Statius leírta közhasználatú neve is (Sylvae, 2.2):
„Appia longarum teritur regina viarum”
„Az Appia út, amelyet a hosszú utak királynőjének neveznek”
A Via Appia „nemes” voltát a rómaiak szemében építésének körülményei és módja magyarázták, és fontossága a Római Köztársaság számára. A Via Appia valamennyi később készült római út paradigmájává vált, és szimbólumává annak a köztársaságnak, amely rendet teremtett a régióban, békét és szabadságot hozott Itália népei számára – legalábbis a rómaiak ideáljaiban. Ezt a nézetet osztotta a nagy antik római történész, Livius is, aki nem római születésű volt. Az utat Appius Claudius Caecus kezdte el építeni – aki Kr. e. 312-ben lett censor Rómában – hogy megoldja a dél felé haladó hadseregek utánpótlását. A Forum Romanumról induló Via Appia maradványai ma is láthatók. A megmaradt út egy része ma is közút, Rómából kiinduló szakaszát, mely egy részen bazaltkő, egy részen eredeti burkolókő borítású, a városhoz közel az autóforgalom is használja, távolabb már csak a célforgalom, mivel magáningatlanok is sorakoznak az út mentén (a különféle ókori romok mellett), a külváros felé bizonyos részeit pedig a természet vette birtokba. Az időközben épített korszerű főút, a Via Appia Nuova (SS7 jelzéssel), mely a régi úttól keletebbre hagyja el a várost, Frattocchie településnél találkozik a régi út nyomvonalával, ami innentől a régi nyomvonalán halad tovább.
Más ókori utak, amelyek Rómából indultak: Via Aurelia (a mai Franciaország felé), Via Cassia (a mai Toszkána felé), Via Flaminia (Ariminum felé), Via Salaria (a mai Adriai-tenger felé).

## Miért volt szükség útra?

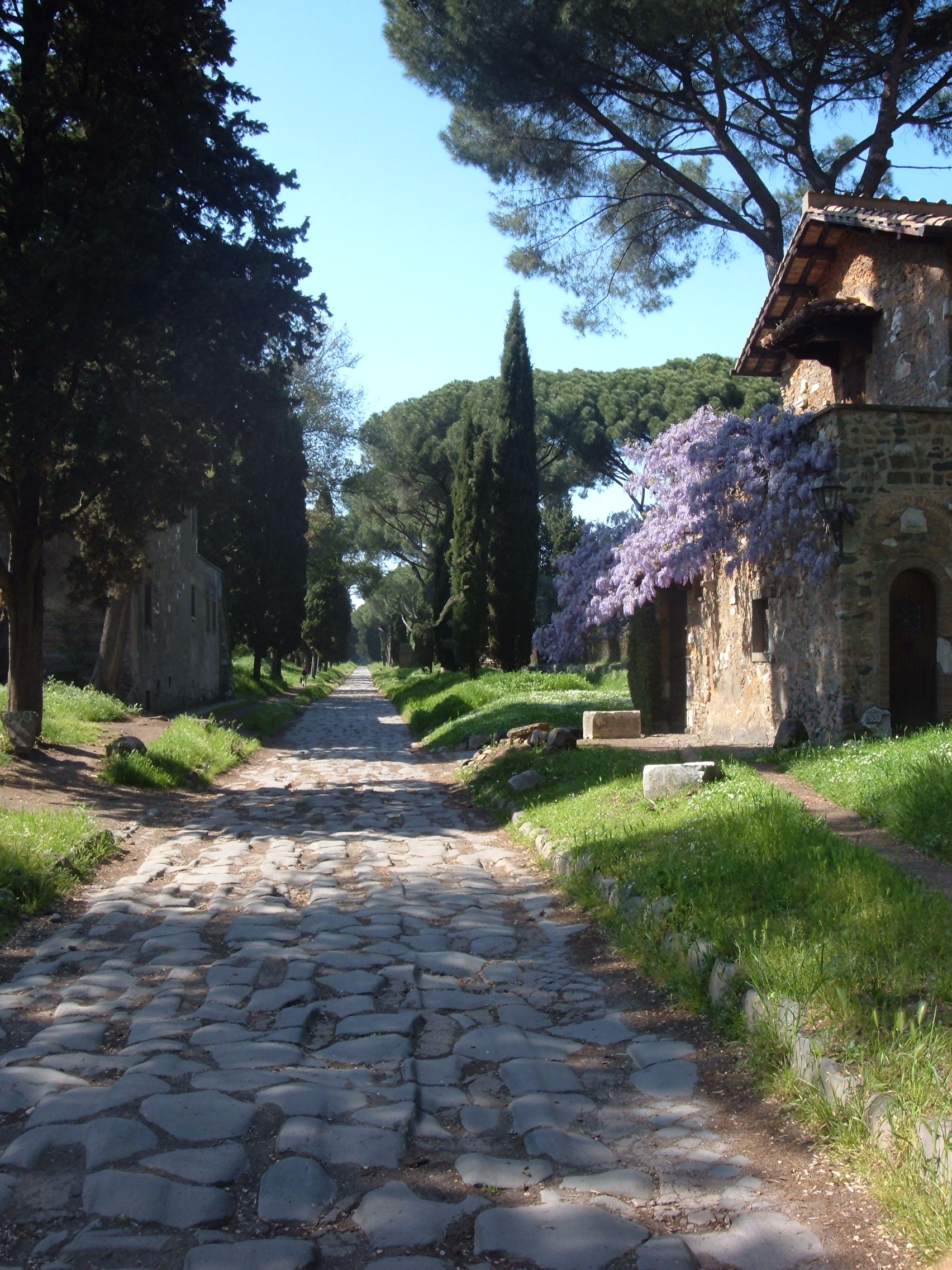
A Via Appia maradványai Rómában

Hosszabb távolságra jelentős katonai vállalkozást csak megfelelő utánpótlás biztosításával lehet vívni. A Római Köztársaság késői időszakában a rómaiak már mestereivé váltak az utánpótlás biztosításának. Appius Claudius idejében mindebből még keveset tudtak. A szamnisz háborúk dimenziói azonban rákényszerítették őket a tanulásra, és az utánpótlási vonal biztosításának ezekben a háborúkban nem volt más módja, mint az útépítés.